# Filme de suspense

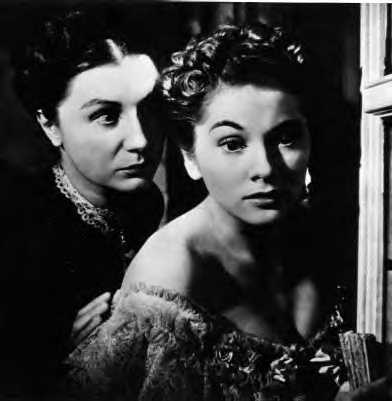
Um tema comum em thrillers envolve vítimas inocentes a lidar com adversários enlouquecidos, como visto no filme Rebecca (1940) de Hitchcock, em que a Sra. Denvers tenta persuadir Sra. De Winter a saltar e morrer.

Um filme thriller, também conhecido como filme de suspense ou thriller de suspense, é um género de filme abrangente que causa agitação e nervosismo no espectador. Elementos aflitivos, como apreensão, angústia e inquietação, assim como a preocupação com o bem-estar do personagem principal, é particularmente explorado pelo cineasta neste género. A tensão é criada ao atrasar o que os espetadores veem como inevitável e é construída através de situações que são ameaçadoras ou cujo escape aparenta ser impossível.
O encobrimento de informação importante do espetador e cenas de luta e perseguição são métodos comuns. A vida é tipicamente ameaçada no filme thriller, tal como o protagonista não se apercebe de que está a entrar numa situação perigosa. Personagens de thrillers entram em conflito um com o outro ou com uma força externa, que pode às vezes ser abstrata. O protagonista é comumente posto contra um problema, como uma fuga, uma missão ou um mistério.
Thrillers são tipicamente hibridizados com outros géneros; híbridos comumente incluem: thrillers de ação, thrillers de aventura, thrillers de fantasia e ficção científica. Thrillers também partilham uma relação próxima com filmes de terror, ambos a provocar tensão. Em enredos sobre crime, thrillers focam menos no crime ou no detetive e mais no suspense a gerar. Temas comuns incluem terrorismo, conspiração política, perseguição e triângulos amorosos que levam a assassinato.